# Чикава, Александр Хитуевич
Александр Хитуевич Чикава (груз. ალექსანდრე ხიტუს ძე ჩიქავა, 1882, Шамгона, Самегрело — Земо-Сванети — 30 августа 1924) — грузинский педагог, политик и общественный деятель; Член Учредительного собрания Грузии.

## Биография

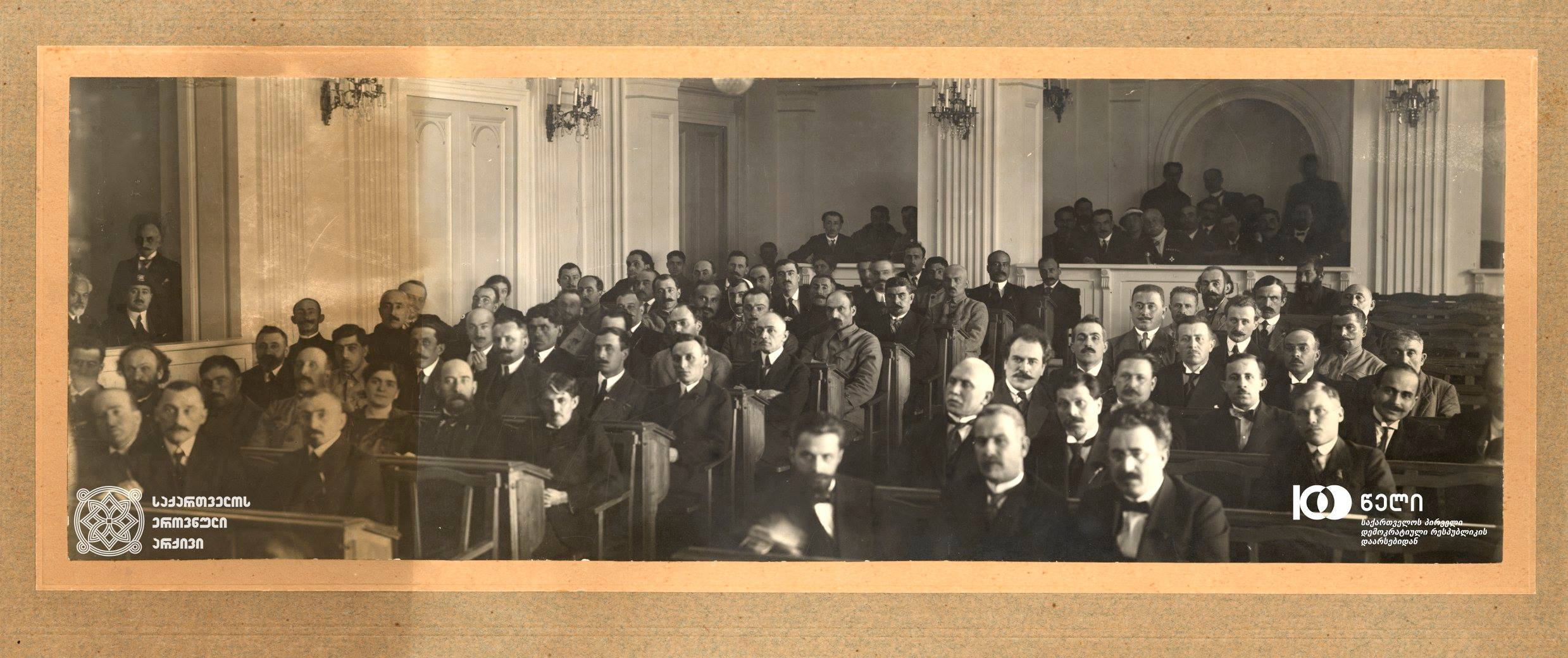
Учредительное собрание Грузии. Чикава, правая сторона

Окончил Кутаисское сельскохозяйственное училище.
С 1902 года работал учителем. С 1905 года был членом меньшевистской фракции Российской социал-демократической рабочей партии.
Неоднократно был арестован, сидел в тюрьме за свою революционную деятельность в 1905, 1906 и 1913 годах. После освобождения из тюрьмы до 1917 года он жил в Зугдиди под гласным надзором полиции за свою революционной деятельности и побег из тюрьмы. В 1917 году был членом Зугдидского комитета социал-демократической партии Грузии. 12 марта 1919 был избран членом Учредительного собрания Грузии, работал в комиссии самоуправления. В 1921 году, после советизации Грузии, остался в стране. Участвовал в движении сопротивления. 
Учился на педагогическом факультете Тбилисского государственного университета.
Сразу после антисоветского восстания 28 августа 1924 года был арестован Грузинской ЧК в Тифлисе и расстрелян вместе с другими политическими заключёнными и гражданскими лицами (в том числе ещё 10-ю членами Учредительного собрания) в ночь на 30 августа.